# Sofades
Sofades (tiếng Hy Lạp: ?) là một khu tự quản ở vùng Thessalía, Hy Lạp. Khu tự quản Sofades có diện tích 721 km², dân số theo điều tra ngày 18 tháng 3 năm 2001 là 21759 người.